# 安藤四一
安藤四一（あんどうよいち、1939年〈昭和14年〉4月10日 - ）は、建築音響工学を専門とする日本の工学者。神戸大学大学院教授を歴任。

## 略歴
1939年（昭和14年）4月10日、東京府東京市で生まれる。岡山県美作町出身。
1970年（昭和45年）、神戸大学工学部の助手となる。1975年（昭和50年）、早稲田大学において工学博士号を取得。1975年（昭和50年）7月から1977年（昭和52年）5月、1979年（昭和54年）7月から8月、1981年（昭和56年）3月から7月、1995年（平成7年）8月から9月と複数回に渡り、西ドイツにおいてアレクサンダー・フォン・フンボルト財団のフェローとして、ゲオルク・アウグスト大学ゲッティンゲン第3物理学研究所研究員になり、コンサートホール音響学の研究に従事。
1979年（昭和54年）、神戸大学工学部の助教授に就任。助教授時代に鹿児島県からの依頼を受け主ホールの音響設計を行った霧島国際音楽ホールが、1994年（平成6年）に開館。1995年（平成7年）、神戸大学大学院自然科学研究科の教授に就任。
1995年（平成7年）5月15日から18日までの4日間、霧島国際音楽ホールにおいて音響に関する学会の国際シンポジウム「音楽とコンサートホール音響学 MCHA95」を安藤の呼びかけで実施。各分野の垣根を越えた音響に関する学際的なシンポジウムは世界初であり、ドイツからは、ドイツ物理工学研究所（ドイツ語: Physikalisch-Technische Bundesanstalt）の教授で楽器の研究をひたすら続けているユーゲン・メイヤー（ドイツ語: Jürgen Meyer）、ゲオルク・アウグスト大学ゲッティンゲンの教授であるマンフレッド・シュローダー（ドイツ語: Manfred Schroeder）、音の広がり感などに関する研究の先駆者であるピーター・ダマスク、アメリカ合衆国からは、ワシントン大学の教授で著名な建築家であるトーマス・ローレンス・ボスワース（英語: Thomas Bosworth）、音響コンサルタントであるレオ・ベラネック、J・クリストファー・ジャッフェ（英語: J. Christopher Jaffe）、ジェイ・R・ジョンソンらが出席。7か国から、音の専門家やホール設計を行う建築の専門家ら、約200人が参加。主催は、安藤を中心としたMCHA95シンポジウム実行委員会が行い、鹿児島県文化振興財団が共催し、日本建築学会、日本音響学会、アメリカ音響学会（英語: Acoustical Society of America）が協賛して開催。内容はコンサートホールの音響が中心であり、約40人の研究者が、音響や照明などホールの構造が演奏に与える影響など、ホール音響についての論文を、学術的なレベルからコンサルタントのレベルまで幅広い内容で発表し、講演や討論を行った。音楽の演奏も実際に行われたほか、霧島国際音楽ホールに備えられた世界初のシステムで、コンピューターにより聴衆の個人個人が好む音を分析し、自分にとって最適な座席位置を割り出す、音場シミュレーション装置についての発表や、体験も行われた。
1997年（平成9年）から1999年（平成11年）5月まで、神戸大学の評議員、及び神戸大学大学院自然科学研究科の副研究科長に就任。2002年（平成14年）、イタリアのフェラーラにあるフェラーラ大学（英語: University of Ferrara）において、名誉博士となる。2003年（平成15年）2月13日、安藤と神戸大学が主催し、神戸市で音響に関する国際シンポジウム「ISTD」の第1回を開催。2003年（平成15年）3月、神戸大学の教授を定年により退官し、神戸大学の名誉教授となる。
2003年（平成15年）12月、MCHA95にも参加したトーマス・ローレンス・ボスワースに基本設計を依頼し、霧島国際音楽ホールに近い別荘地における雑木林に囲まれた環境に建てられた木造85平方メートルの家が霧島市に完成し、妻と共に入居。霧島の住民が霧島地区の宝や未来について学び交流し、発信もする参加型団体「霧島ルネッサンス会議」の会長にも就任。2005年（平成17年）7月23日から28日には、「建築・環境の時間設計」と題し、国際シンポジウムISTDの第2回を霧島ロイヤルホテル、国分シビックセンター、霧島国際音楽ホールで実施。霧島ルネッサンス会議も共催して、熊本大学、産業技術総合研究所、建築団体、鹿児島県の自治体などが後援を行ったこの催しは、安藤四一、トーマス・ローレンス・ボスワース、堤剛らによる学術講演、安藤邸のガイドツアー、野外パーティー、ハイキングのほか、霧島九面太鼓の演奏、霧島神宮での「かがり火コンサート」、霧島国際音楽祭オープニングガラコンサートも日程に組まれ実施された。また、2006年（平成18年）11月11日には霧島ロイヤルホテルにおいて、2007年（平成19年）5月19日には霧島国際音楽ホールにおいて、安藤は霧島ルネッサンス会議として音楽を絡めたシンポジウムを行うなど、霧島市に居住した間も音響に関する学会やイベントなどを精力的に実施する。霧島市の家では数年間暮らし、再び神戸市へ移住した。
研究分野は、環境心理生理、建築音響、物理環境設計、感性空間構成。研究内容は、コンサートホール音響学、聴覚における大脳機能、視覚における大脳機能のモデル化、主観的寄与に関する個人差、物理環境計画理論などの研究を行う。日本音響学会の評議員、アメリカ音響学会のフェロー、イタリア音響学協会の名誉会員でもある。

## 作品
様々な建築物の音響設計を手掛けており、代表的なものは霧島国際音楽祭のメイン会場として1994年（平成6年）7月22日に開館した、霧島国際音楽ホール。1975年（昭和50年）に設立されたワシントン州のワシントンセンター（英語: The Washington Center）、1980年（昭和55年）8月21日に開館した宝塚市立文化施設ベガ・ホールの音響設計も担当。音響設計を行った建築物は他にも、1992年（平成4年）開館の神戸市立東灘区文化センター、1997年（平成9年）開館のオルビスホール、1999年（平成11年）開館の音楽文化ホール・ベルフォーレ津山、2000年（平成12年）開館の市川町文化センターにおける「ひまわりホール」がある。

## 受賞
1995年（平成7年）、アメリカ建築家協会賞を受賞。1996年（平成8年）には、安藤が音響設計を行った霧島国際音楽ホールが、その音響も評価され第37回・BCS賞を受賞した。

## 書籍
- 『Concert Hall Acoustics[注釈 10]』（1985年、Springer-Verlag[注釈 11]）
- 『コンサートホール音響学[注釈 12]』（1987年3月、シュプリンガー・フェアラーク東京）ISBN 4431705198
- 『McGraw-Hill Yearbook of Science and Technology 1991[注釈 13]』（1990年、McGraw-Hill[注釈 11]）
- 『The Nature and Technology of Acoustic Space[注釈 14]』（1995年、Academic Press[注釈 15]）
- 『ヒルサイドレジデンス構想　-感性と自然環境を融合する快適居住の時・空間-[注釈 16]』（1995年10月、日本建築学会）
- 『Music & Concert Hall Acoustic Conference Proceedings from MCHA 1995[注釈 17]』（1997年、Academic Press[注釈 15]）
- 『ARCHITECTURAL ACOUSTICS』（1998年、AIP PRESS / Springer-Verlag[注釈 11]）
- 『Computational Acoustics in Architecture[注釈 18]』（1999年、WIT Press）
- 『建築音響学 : 音楽演奏・音響空間と聴衆の融合[注釈 19]』（2000年6月、シュプリンガー・フェアラーク東京）ISBN 4431708847
- 『建筑声学[注釈 20]』（2006年、天津大学出版社）
- 『コンサートホールの音響と音楽表現』（2009年1月、アルテスパブリッシング）ISBN 490395112X
- 『脳からみた音の科学』（2011年2月、一灯舎）ISBN 9784903532691